# وادي الجفن
وادي الجفن أحد أودية منطقة القصيم وسط المملكة العربية السعودية. يُعد الوادي أحد الروافد المهمة لوادي الرمة.

## الوصف
يبدأ وادي الجفن مجراه من عند جبال أفيعية وجبال الشمط (يبلغ ارتفاعها 1.082م)، ثم ينحدر نحو الشمال الشرقي بعد أن يستقبل عدد من
الروافد من الجبال المحيطة، أهمها ما ينحدر إليه من جبال الهميلية. وبعد أن يمر وادي الجفن إلى الغرب من جبل المصيقر (يبغ ارتفاعه 966 م) يتحول اسمه إلى وادي المصيقر، ويلتقي بوادي الرمة جنوب شرق عقلة الصقور بنحو 8 كم.